# Sân vận động EverBank
Sân vận động Everbank là một sân vận động bóng bầu dục Mỹ nằm ở Jacksonville, Florida, chủ yếu đóng vai trò là sân nhà của Jacksonville Jaguars của National Football League (NFL). Sân vận động được khánh thành vào năm 1995 với tên gọi Sân vận động Thành phố Jacksonville trên địa điểm của Sân vận động Gator Bowl cũ (được xây dựng vào năm 1927), và bao gồm một số phần của sân vận động cũ. Nằm trên sông St. Johns, sân nằm trên 10 mẫu Anh (4,0 ha) đất ở Trung tâm thành phố Jacksonville.
Ngoài việc tổ chức các trận đấu của Jaguars, sân vận động cũng thường xuyên được sử dụng cho bóng bầu dục đại học, các buổi hòa nhạc và các sự kiện khác. Đây là địa điểm thường xuyên diễn ra trận đấu Florida–Georgia hàng năm, một trận đấu bóng bầu dục đại học kỳ phùng địch thủ giữa Đại học Florida và Đại học Georgia. Sân vận động cũng là chủ nhà của Gator Bowl hàng năm, một trận đấu bowl sau mùa giải đại học. Ngoài ra, sân vận động đã tổ chức Super Bowl XXXIX vào năm 2005 và là một trong những địa điểm được sử dụng bởi đội tuyển bóng đá quốc gia Hoa Kỳ.
Từ năm 1997 đến năm 2006, sân vận động được đặt tên là Sân vận động Alltel sau khi công ty truyền thông Alltel mua quyền đặt tên. Cơ sở được đổi tên thành EverBank Field vào năm 2010, sau khi chấp thuận thỏa thuận quyền đặt tên kéo dài 5 năm với công ty dịch vụ tài chính EverBank. Thỏa thuận đã được gia hạn thêm 10 năm vào năm 2014. Jaguars đã thông báo vào tháng 2 năm 2018, sân vận động sẽ được đổi tên thành TIAA Bank Field cho mùa giải NFL 2018 sau khi EverBank được mua lại bởi TIAA có trụ sở tại New York.